# 开发性金融机构
开发性金融机构又称开发银行，是專門为經濟發展項目提供风险资本的金融机构。开发性金融机构不涉及商业活動。开发性金融机构通常由政府或非營利組織设立，为那些无法从商业贷款机构那裡獲得貸款的项目提供资金。